# Велика награда Монака
Велика награда Монака је трка у оквиру шампионата Формуле 1.
Ова трка је једна од најпознатијих у целој историји, како због места на коме се налази, тако и због дуге традиције тркања. Сваке године на стази се окупи мека светског џет-сета да би посматрала најбрже возаче у победничкој борби за престижно место у историји ове трке. ВН Монака се сматра једном од најпрестижнијих трка у свету аутомобилизма, раме уз раме са кружним тркама Индијанаполиса 500 или 24 сата Ле Мана. Трка у Монаку се одржава на градским улицама главног града ове државе. Због тога, на овој трци је претицање веома отежано и ретко. Ова трка се разликује од осталих великих награда на календару формуле 1 и по томе што се једино због ње припреме за трку одржавају четвртком, а не петком као што је правило код осталих великих награда широм света.

## Историја
Прва трка вожена је 1929. године. Победио је Вилијамс (Бугати) са просеком од 80 km/h. Тада се није возило за шампионат Формуле 1.
Године 1950. У Монте Карлу је одвезена друга трка у склопу прве сезоне званичног такмичења за шампионат Формуле 1. Тада будући петоструки шампион света Хуан Мануел Фанхио победио је своју прву трку у Формули 1. До 1955. одржана је још само једна трка (1952), а од те године све до данас непрекидно се одржавају трке за Велику награду Монака.

## Последња трка
У сезони 2022. победио је Серхио Перез за Ред бул и тако остварио свој први тријумф на овој стази. На другом месту је био Карлос Саинз док је на трећем завршио његов сувозач Макс Верстепен. Шарл Леклер и ако је стартовао са пол позиције на крају је завршио као четврти.

## Победници трка
Највише победа за Велику награду Монака у оквиру ФИА шампионата остварио је:
- Ајртон Сена, шест победа.

Још укупно 11 возача је тријумфовало више од једном на ВН Монака:
- Грејам Хил, 5 победа
- Михаел Шумахер, 5 победа
- Ален Прост, 4 победе
- Луис Хамилтон, 3 победе
- Нико Розберг, 3 победе
- Стирлинг Мос, 3 победе
- Џеки Стјуарт, 3 победе
- Хуан Мануел Фанђо, 2 победе
- Морис Тринтигне, 2 победе
- Ники Лауда, 2 победе
- Џоди Шектер, 2 победе
- Дејвид Култард, 2 победе
- Фернандо Алонсо, 2 победе
- Марк Вебер, 2 победе
- Себастијан Фетел, 2 победе

Подебљано су обележени возачи који се тренутно такмиче у Формули 1.
У категорији конструктора, најбољи је Макларен са 15 титула.

## Претходне конфигурације стазе
- 1986-1996
- 1976-1985
- 1973-1985
- 1929-1971